# تزک (سرده)
تزک، پیزر (نام علمی: Scirpus) نام یک سرده از تیره جگنیان است.